# 全斑駝背脂鯉
全斑駝背脂鯉（学名：Cyphocharax pantostictos），為輻鰭魚綱脂鯉目脂鯉亞目無齒脂鯉科的其中一個種，分布於南美洲亞馬遜河流域，體長可達9.8公分，棲息在水質偏酸且水生植物生長的水域，生活習性不明。